# WEWハードコア王座
WEWハードコア王座（ダブリュー・イー・ダブリュー・ハードコアおうざ）は、FMWが管理、WEWが認定していた王座。

## 歴史
1995年5月5日、大仁田厚の引退により、始まった「新生FMW」と呼ばれたデスマッチ路線を展開していた。
1997年、大仁田の復帰、外様であった冬木弘道の台頭で迷走を始める。
1998年3月、デスマッチ路線からエンターテイメント路線へと展開を図った。7月6日、新制度として統一機構を発表。
1999年5月31日、冬木がコミッショナーに就任して徐々に進行させていたエンターテイメント路線を一気に推進することを決める。その前段階として統一機構、年間シリーズの予定を白紙撤回する強権発動を行った。6月、冬木はFMWが管理している王座を全て封印して王座認定組織「WEW」を発足してWEW王座を創設。
2001年5月22日、封印。

## ルール
- 凶器の使用が認められている。
- エニウェアフォール（どこでもフォールが可能）を適用。

## 歴代王者
| 歴代  | 選手           | 戴冠回数 | 獲得日付      | 獲得場所 （対戦相手・その他）        |
| ----- | -------------- | -------- | ------------- | ------------------------------------ |
| 初代  | 金村キンタロー | 1        | 1999年        | 日本 不明                            |
| 第2代 | 山川竜司       | 1        | 2000年2月25日 | 後楽園ホール                         |
| 第3代 | 金村キンタロー | 2        | 2000年5月5日  | 駒沢オリンピック公園屋内球技場       |
| 第4代 | マンモス佐々木 | 1        | 2001年4月1日  | 後楽園ホール                         |
| 第5代 | 金村キンタロー | 3        | 2001年5月5日  | 月寒グリーンドーム 2001年5月22日封印 |